# Машине за унутрашњи транспорт
Машине за унутрашњи транспорт обухватају машине за премештање терета унутар предузећа, и објеката на мањим растојањима, као што су: дизалице, транспортери, линије...
Ове машине су новијег доба, и настале су као последица наглог индустријског развоја.

## Дизалице
Дизалице служе за премештање материјала и предмета на малим растојањима. Ту спадају: мале ручне дизалице, чекрци, мосне дизалице-кранови, лучке дизалице, порталне дизалице, железничке дизалице... Дизалице најчешће раде на следећи начин:терет се прихвата уређајима за качење (куке, хватачи...), затим се подиже ужадима, ланцима, хидрауликом или пнеуматиком, преко котурова, намотавањем на добоше. За заустављање у одређеном положају служе кочнице и устављачи. Ако терет треба преносити и у хоризонталној равни, користи се механизам за кретање колице, или дизалице, окретање дизалице или, пак, промену угла стреле дизалице.

## Подизачи
Подизачи служе за премештање терета и људи на разне висине по вертикали. Могу бити вертикални и коси, непокретни (лифтови), и покретни (виљушкари).

## Транспортери
Транспортери су машине које премештају терет по хоризонтали, или под благим нагибом. Израђују се у облику трака или плоча, као на пример рударски транспортер који се користи при површинском копу угља. Могу бити и завојни, када се користе за превоз расипног материјала, у технолошком процесу силосима, и слично.

## Елеватори
Елеватори су машине непрекидног транспорта које преносе ситнозрне, расипне и комадне материјале вертикално и под углом. Носачи терета, прилагођени су врсти материјала који транспортују.
Служе за транспорт растреситог и комадног терета вертикално или под већим углом.

## Конвејери
Конвејери транспортују материјал дуж одређене линије, у хоризонталном или вертикалном правцу.